# RPMsg
RPMsg (anglicky Remote Processor Messaging) je protokol umožňující mezijádrovou komunikaci v heterogenních vícejádrových systémech.

## Implementace
Protokol RPMsg je přítomný v jádru Linuxu , nicméně existuje také jako nezávislá komponenta pro mikrokontroléry .
Většina implementací RPMsg je vyvíjeno jako open-source .